# Famille Tawaststjerna
Tawaststjerna est une famille de la noblesse finlandaise.
La famille est inscrite dans la liste des familles nobles de Finlande  sous le numéro 81.

## Membres de la famille
- Carl Gustaf Tawaststjerna (1774–1855),
- August Vilhelm Tawaststjerna (1807–1875),
- Carl Johan Tawaststjerna (1815–1874),
- Frans August Theodor Tawaststjerna (1821–1892),
- Fritiof Alarik Tawaststjerna (1824–1896),
- Werner Tawaststjerna (1848–1936),
- Karl August Tavaststjerna (1860–1898),
- Alarik Tawaststjerna (1873–1922),
- Ilmari Tawaststjerna (1879–1932),
- Elli Hiidenheimo née Tawaststjerna, 1906–1929 Tavastähti (1883–1950),
- Erik Tawaststjerna (1916–1993),
- Erik T. Tawaststjerna (1951-),